# Комаренко Наїна Василівна
Наїна Василівна Комаренко (17 листопада 1933, Харків) — український історик, дослідниця проблем української історіографії, кандидат історичних наук (з 1968 року), старший науковий співробітник (з 1973 року), лауреат Державної премії УРСР в галузі науки і техніки (за 1984 рік).

## Біографія
Народилася 17 листопада 1933 року в місті Харкові у родині службовців. У 1958 році закінчила історичний факультет Харківського університету. Працювала викладачем історії, перебувала на комсомольській роботі: у 1959–1962 роках — секретар Харківського міськкому комсомолу. В Інституті історії АН УРСР працювала з 1962 по 1989 рік:
- у 1962–1965 роках — старший редактор «Українського історичного журналу»;
- у 1965–1968 роках — аспірантка інституту;
- у 1968–1973 роках — молодший науковий співробітник відділу джерелознавства та допоміжних історичних дисциплін (згодом — історіографії та джерелознавства);
- з 1972 року — молодший науковий співробітник відділу багатотомної історії УРСР;
- з 1973 року — старший науковий співробітник відділу історії дружби народів;
- з 1981 року — старший науковий співробітник відділу джерелознавства та допоміжних історичних дисциплін;
- у 1985–1989 роках — старший науковий співробітник сектору історії інтелігенції.

Під науковим керівництвом члена-кореспондента АН УРСР Ф. Шевченка в Інституті історії АН УРСР підготувала і захистила кандидатську дисертацію на тему: «Журнал „Літопис революції“. Історіографічний нарис».

## Праці
Опублікувала понад 80 праць. Серед них:
- Журнал «Літопис революції». Історіографічний нарис. Київ, 1970;
- Установи історичної науки в Українській РСР 1917–1937 рр. Київ, 1973;
- Дружба и сотрудничество народов СССР. Украинская советская историография. Київ, 1984;
- Развитие исторической науки в Академии наук Украинской ССР. Київ, 1986 (у співавторстві).

Брала участь у створенні 11 колективних наукових праць. Серед них:
- Історія Української РСР, том 2. Київ, 1967 (у співавторстві);
- Великий советский народ. Київ, 1976 (автор, член редколегії);
- Великий Октябрь. История. Историография. Источниковедение. Москва, 1978 (у співавторстві);
- Исторические корни дружбы и единения украинского и белорусского народов. Київ, 1980 (у співавторстві);
- Нерушимая дружба украинского и молдавского народов в период социализма. Київ., 1980 (у співавторстві);
- Дружба и братство русского и украинского народов, томи 1-2. Київ, 1982 (автор, член редколегії);
- Национальные отношения в СССР в трудах ученых союзных республик. Москва, 1986;
- Історія Української РСР (додатковий том «Історіографія історії Української РСР». Київ, 1986;
- Интеллигенция Советской Украины: (Некоторые вопросы историографии и методологии исследования.). Київ, 1988 (автор, заступник відповідального редактора).